# Святий Боже, ось і «Контрабандист»!
«Святий Боже, ось і „Контрабандист“!» — італійська кінокомедія 1973 року, знята режисером Джуліано Карнімео, з Джорджем Гілтоном і Едвіж Фенек у головних ролях.

## Сюжет
Не всі волелюбні італійці підтримували карбонаріїв за часів боротьби за незалежність. Деякі, такі як Стефано Пеллоні на прізвисько «Контрабандист», воювали лише за себе. Точніше, за багато грошей і багато жінок. Втім, в ексцентричній комедії подібний сюжет перетворюється на нескінченні погоні та кумедні бійки, з яких невловимий Стефано незмінно виходить переможцем.

## У ролях
- Джордж Гілтон: Стефано Пеллоні, «Контрабандист»
- Едвіж Фенек: Мора
- Мануель Зарзо: Казіміро Казадеї
- Умберто Д'Орсі: кардинал
- Сал Борджезе: роль другого плану
- Лукреція Лове: Амалія Казадеї
- Джек Логан: Маттіаццо
- Хельга Ліне: Заїра
- Кріс Гверта: Домандоне
- Кріс Аврам: Замбеллі
- Данте Маджо: пограбований священик

## Знімальна група
- Режисер: Джуліано Карнімео
- Сценарій: Беніто Бертаччіні, Густаво Квінтана, Нанда Мільйоцці, Тіто Карпі
- Оператор: Пабло Ріполл
- Композитор: Альдо Буонокоре
- Монтаж: Орнеллі Мікелі